# شوراهای قبیله‌ای در ایالات متحدهٔ آمریکا
شوراهای قبیله ای هیئت‌های حاکم بر قبایل خاصی در ایالات متحده یا جاهای دیگر (از زمان‌های قدیم) می‌باشند که به‌طور کلی بر اساس قومیت یا زبانی در مسیر خطوط منطقه ای ایجاد شدند. برخی قلمروهای مستقل سرخپوستان آمریکا در ایالات متحده به عنوان شوراهای قبیله ای سازماندهی شده‌اند. سازمان این شوراها همه یکسان و یک فرم نیستند. برای نمونه اقوام ناواهو و دیگری به نام «دینه» به‌طور رسمی توسط شورای قبیله ای ناواهو اداره می‌شد که امروزه به عنوان شورای ملت ناواهو بر این قبایل حاکمیت دارد. ملت کلاغ (به انگلیسی: Crow Nation) در ایالت مونتانا زمانی به عنوان شورای قبیلهٔ کلاغ ترتیب داده شده بود. اما در اواخر قرن بیستم، با تغییراتی در قانون اساسی خود، این قبیله به عنوان یک دولت سه شاخه ای با یک ژنرال تشریفاتی سازمان یافت.
در ایالات متحده قبایلی که توسط دولت فدرال به رسمیت شناخته شده‌اند به عنوان "ملت‌های وابسته داخلی" شناخته می‌شوند و دارای موقعیت حکومتی خاصی هستند که تا حدودی با هر یک از ایالات دیگر کشور آمریکا شباهت دارند. این اصطلاح شورای قبیله ای معمولاً اشاره به هیئت حاکمه یک قبیله دارد که از نظر جغرافیائی، زبان مادری، مذهب و فرهنگ معمولاً از سایر قبایل متمایز است. قبیله، واحد اساسی حکومت است، که معمولاً شامل یک منطقهٔ اختصاصی سرخپوستی یا رزرو واحد است. (اگرچه برخی از قبایل در بیش از یک رزرو زندگی می‌کنند، و بسیاری دیگر هیچ منطقه خاصی ندارند). قبایل مختلف ممکن است ساختارهای حکومتی سنتی و غیره را برای خود انتخاب کنند، اما اکثر قبایل حکومت‌های دموکراتیک را برگزیده اند که در آن یک شورای قبیله‌ای یا مشابه آن به‌عنوان یک نهاد قانونگذاری و یک رئیس منتخب یا منتصب، نقش اجرایی قابل مقایسه با رئیس‌جمهور یا نخست‌وزیر دارد. در چندی از مناطق رزرو، توسط دولت فدرال برای اسکان بومیان اولیه ایالات متحده، مانند محل اسکان قبیله‌های «هوپی» و «هُدینُ شُنی» (ایروکوا)، یک حکومت قبیله ای که به‌طور دموکراتیک انتخاب شد، توسط دولت فدرال به رسمیت شناخته شده و با بودجه اهدائی ایالات متحده آمریکا به موازات دولت فدرال، و در برخی موارد، مغایر با آن عمل می‌کند.

## شوراهای قبیله ای موجود در ایالات متحده
- شورای بین قبیله ای گریت لیکس
- شورای بین قبیله ای آریزونا، ثبت شده
- شورای بین قبیله ای میشیگان
- شورای امور بومیان اولیه مینه سوتا
- شورای ملت ناواهو
- شورای قبیله ای سیلتز
- شورای قبیله ای ویلیامزبِرگ